# (39591) 1993 LR1
(39591) 1993 LR1 là một tiểu hành tinh vành đai chính. Nó được phát hiện bởi Robert H. McNaught ở Đài thiên văn Siding Spring ở Coonabarabran, New South Wales, Australia, ngày 15 tháng 6 năm 1993.